# El gavilán de la sierra
El gavilán de la sierra es una película mexicana que cuenta la historia de un corrido del líder de una banda delictiva de Durango. Fue dirigida por Juan Antonio de la Riva y estrenada en la 37 Muestra Internacional de Cine y en el Festival Franco Mexicano de Cine de Acapulco en febrero de 2002.

## Sinopsis
Un grupo de jóvenes del poblado de El Salto, Durango tras ser explotados laboralmente en su pueblo deciden irse a la sierra a asaltar autobuses y matar a quienes pasen por el territorio, este grupo es emboscado y en el tiroteo terminan trágicamente muertos. Mientras tanto en el Distrito Federal el hermano del líder de esta banda se entera del fallecimiento de su hermano y decide volver a su pueblo para componerle un corrido a su hermano fallecido.

## Reparto
- Guillermo Larrea - Rosendo Nevárez
- Juan Ángel Esparza - Gabriel Nevárez
- Claudia Goytia - Soledad
- Mario Almada - don Joaquín
- Paul Choza - Roque Aguilar
- José Juan Meraz - El Meño
- Abel Woolrich - Melitón
- Rafael Velasco - Aurelio
- Héctor Téllez - Chano Esparza
- José Rodríguez - Pedro Gallo
- Alea Yolotl
- Uriel Chávez
- Ludivina Olivos
- Virgilio Torres

## Festivales
- 17 Festival de Mar del Plata, Argentina. 2002

## Reconocimientos
- Premio Pentagrama de Plata por Mejor Música (Antonio Avitia) en Mar de Plata Film Festival, 2002
- Diosas de Plata a Mejor Revelación (Juan Ángel Esparza), Mejor Música (Antonio Avitia) y Mejor Fotografía (Ángel Goded). 2002

## Otras películas del director
- Erase una vez en Durango
- Campeche, un tesoro abierto al tiempo